# Vaslaw
 (décembre 2011).
Si vous disposez d'ouvrages ou d'articles de référence ou si vous connaissez des sites web de qualité traitant du thème abordé ici, merci de compléter l'article en donnant les références utiles à sa vérifiabilité et en les liant à la section « Notes et références ».
Vaslaw est un ballet de John Neumeier créé le 21 juillet 1979 à Hambourg, à l'occasion du « gala Nijinski » du festival de danse du Ballet de Hambourg, sur des musiques de Johann Sebastian Bach extraites du Clavier bien tempéré et des Suites françaises.

## Historique
Vaslaw entre au répertoire le 30 octobre 1980.